# Sovovy mlýny
Sovovy mlýny (též Odkolkovy mlýny) je budova, resp. komplex budov, zahrnující bývalý vodní mlýn s hospodářským zázemím a obytnou částí pro majitele na malostranském ostrově Kampa (skládá se z objektů čp. 503/III a 527/III, číslo orientační U Sovových mlýnů 2). Budovu od roku 2002 využívá Museum Kampa.
Objekt se nazývá podle renesančního mlynáře Václava Sovy z Liboslavě (případně po majiteli z 19. století Františku Odkolkovi). Renesanční stavba vznikla v roce 1589, v 19. století došlo k velkým přestavbám v klasicistním a po velkém požáru roku 1867 v novogotickém stylu. Po požáru také mlynář Odkolek přeměnil provoz na moderní parní mlýn. V roce 1896 došlo k dalšímu požáru po kterém již provoz obnoven nebyl. Vyhořelou část mlýna rodina (dcera Františka Odkolka a její choť Ladislav Pinkas) prodala roku 1920 pražské obci, ale obytnou část nadále využívala až do roku 1950. Poté budovy využívala Československá akademie věd, stav se ale postupně zhoršoval. Od konce 20. století se začala o budovy zajímat Nadace Jana a Medy Mládkových a k razantní přestavbě a adaptaci na galerijní budovu došlo roku 2002.

## Požár v roce 1896
Hlavni mlýnská budova, jedna z nejtypičtějších budov pražských, utrpěla pohromu velikou. Mlýn tento stojí zde od nepamětných dob. Již dávno je majetkem staré pražské rodiny Odkolkovy, v které tato živnost přecházela z člena na člena. Posledním mužským majitelem byl nedávno zesnulý, stejné co občan i odborník vážený p. Jindřich Odkolek. Po jeho smrti ujala se správy závodu slečna Zdenka Odkolková. Závod sám byl jeden z největších svého druhu v Praze, spojuje v sobě průmysl mlynářský se závodem pecnářským, jehož výrobky v Praze v četných filiálkách se těší dobré pověsti.
Národní politika, 30.1.1896, s. 2
Při požáru zasahovaly hasičské sbory: sbor pražský, sbor smíchovský, sbor karlínský, sbor vinohradský, sbor holešovický, sbor libeňský, sbor bubenečský a vojenská požární hotovost všech pražských pluků č. 88, č. 73, č. 28, č. 91 a č. 22. K požáru se dostavili mimo jiné také místodržící hrabě Thun, dvorní rada Jiří Dörfl, velicí plukovník Reiche, starosta měst pražských p. Gregor Čeněk , jeho náměstek dr. Srb, městští radní pánové Vendulák a Parůžek, členové ochranné stanice s předsedou p. Suchým, celá řada důstojníků a úředníků atd. Škoda byla podle znalců odhadována na více než 300.000 zlatých, ale závod byl naštěstí dostatečně pojištěn u pojišťovny „Riunione Adriatica di Sicurtà”. Budova byla rekonstruována teprve v roce 2000 pro Museum Kampa.